# Anke Caroline Burger
Anke Caroline Burger (auch: Anke Burger, * 1964 in Darmstadt) ist eine deutsche Übersetzerin.

## Leben
Anke Caroline Burger absolvierte ein Studium der Amerikanistik, Germanistik und Publizistik an der Freien Universität Berlin und an der University of Texas in Austin, das sie 1994 mit dem Magistergrad abschloss. Seit 1992 ist sie als Übersetzerin aus dem Englischen tätig. Bis 2002 lebte sie im kalifornischen San Francisco, seitdem ist sie mit ihrem Ehemann, dem Künstler Chris Salter, in Berlin und Montreal ansässig.
Neben erzählender Literatur übersetzt sie Sachbücher aus den Bereichen Populärkultur und Fotografie.
Anke Caroline Burger ist Mitglied im Verband deutschsprachiger Übersetzer literarischer und wissenschaftlicher Werke, VdÜ, für den sie in der Redaktion der Fachzeitschrift Übersetzen ehrenamtlich arbeitet, für die Rubriken "Porträts und Rezensionen".
2003 wurde Burger mit dem Christoph-Martin-Wieland-Übersetzerpreis ausgezeichnet.

## Werke
- Mambos and mammies. Schwarze Frauen im amerikanischen Spielfilm 1985 - 1991. Berliner Beiträge zur Amerikanistik, 3. John-F.-Kennedy-Institut für Nordamerikastudien an der FU Berlin, Berlin 1995 ISBN 3-88646-038-X
- Die Zeitschrift "Der Übersetzer" – "Übersetzen": seit 50 Jahren Sprachrohr der Literaturübersetzenden, in Souveräne Brückenbauer. 60 Jahre Verband der Literaturübersetzer VdÜ. Sonderheft Sprache im technischen Zeitalter, SpritZ. Im Auftrag des Verbands deutschsprachiger Übersetzer literarischer und wissenschaftlicher Werke – Bundessparte Übersetzer des VS in ver.di, Hg. Helga Pfetsch. Böhlau, Köln 2014 ISBN 9783412222840 ISSN 0038-8475 S. 173–185
- Graphic Novels in Kanada. Ein Interview mit Helge Dascher. In: Übersetzen 2, 2017

## Herausgeberin
- Kanada fürs Handgepäck. Geschichten und Berichte. Ein Kulturkompass. Reihe: Bücher fürs Handgepäck. (Anthologie) Unionsverlag, Zürich 2010, unv. Neudr. 2018[1]

## Übersetzungen
- Tahmima Anam: Zeit der Verheißungen. Insel Verlag, Berlin 2010. (Auch als Im Namen meiner Kinder. Berlin 2011)
- Tahmima Anam: Die letzte wahre Geschichte. Insel Verlag, Berlin 2018
- Nigel Barley, Bali – Das letzte Paradies. Stuttgart 2015
- Christine Bell: Wie Küsse von Engeln. München 1996
- Miranda Beverly-Whittemore, June. Insel Verlag, Berlin 2017
- Miranda Beverly-Whittemore, Bittersweet. Insel Verlag, Berlin 2015
- Tom Bouman: Im Morgengrauen (Fateful Mornings). Cadolzburg 2018 (mit Anna-Christin Kramer)
- Art Brewer: Bunker Spreckels Surfing’s Divine Prince of Decadence. Hongkong [u. a.] 2007 (übersetzt unter dem Namen Anke Burger)
- Cars of the 50s. Hongkong [u. a.] 2009 (übersetzt unter dem Namen Anke Burger)
- Christmas. Köln [u. a.] 2005 (übersetzt unter dem Namen Anke Burger)
- The Circus. Hongkong [u. a.] 2008 (übersetzt unter dem Namen Anke Burger)
- Jim Crace: Stadt der Küsse. München 2004
- Luke Crampton: Bob Dylan. Hongkong [u. a.] 2009 (übersetzt unter dem Namen Anke Burger)
- Tim Daly: Handbuch digitale Photographie. Köln 2000
- James Dashner: Die Auserwählten. Bd. 1. 2. 3. 4. Hamburg (Bd. 3 und 4 mit Katharina Hinderer)
- Michelle De Kretser: Der Fall Hamilton. Stuttgart 2006
- Design for Obama. Köln 2009 (übersetzt unter dem Namen Anke Burger)
- Stephen Emmott: Zehn Milliarden. Suhrkamp, Berlin 2013
- Richard Paul Evans: Die wundersame Schatulle. München 1996
- Candice Fox: Hades, Suhrkamp Verlag, Berlin 2016
- Candice Fox: Eden, Suhrkamp Verlag, Berlin 2016
- Candice Fox: Fall, Suhrkamp Verlag, Berlin 2017
- Myla Goldberg: Nur ein Tropfen Glück. München 2006
- The Golden age of Advertising. Köln
  - The 70s. 2006
- LeRoy Grannis: Surf Photography of the 1960s and 1970s. Köln [u. a.] 2006 (übersetzt unter dem Namen Anke Burger)
- Norman Green: Total illegal. Frankfurt am Main 2004
- Mark Haddon: Der wunde Punkt. München 2007
- Halloween. Köln [u. a.] 2005
- Titania Hardie: Das Labyrinth der Rosen. München 2008
- Charlaine Harris: Tod in Shakespeare. Hamburg 2004
- Elizabeth Hay: Nachtradio. Frankfurt 2010
- Burton Holmes: Reiseberichte. Hongkong [u. a.] 2006
- Hot rods & custom cars. Köln [u. a.] 2004
- Hugh Hefner's „Playboy“. Hongkong
- Japanese Beauties. Köln [u. a.] 2004
- Japanese Graphics Now! Köln 2003
- Adam Johnson: Das geraubte Leben des Waisen Jun Do. Suhrkamp Verlag, Berlin 2013
- Adam Johnson, Nirvana, Suhrkamp Verlag, Berlin 2015
- Manu Joseph: Ernste Männer. Stuttgart 2010
- Ginu Kamani: Junglee Girl. Bern [u. a.] 1999
- Las Vegas. Köln [u. a.] 2003
- Ken Lawson: Das Einsteiger-Handbuch Karriere. München 2001 (übersetzt unter dem Namen Anke Burger, zusammen mit Astrid Bangert).
- Norman Mailer: Moonfire. Köln 2010 (übersetzt unter dem Namen Anke Burger, zusammen mit Dirk van Gunsteren)
- Rani Manicka: Töchter des Monsuns. Frankfurt am Main 2004
- William Leonard Marshall: Manila Bay. Zürich 2000
- Jon McGregor: Speicher 13. Liebeskind, München 2018
- Jon McGregor: Als Letztes die Hunde. Berlin 2011
- Jon McGregor: Nach dem Regen. Stuttgart 2005
- Jon McGregor: So oder so. Stuttgart 2007
- Bill Moody: Auf der Suche nach Chet Baker. Zürich 2004
- Bill Moody: Bird lives! Zürich 2006
- Bill Moody: Moulin Rouge, Las Vegas. Zürich 2002
- Bill Moody: Solo Hand. Zürich 2001
- Mary Morris: Schlaflose Nächte. München 1995
- Ottessa Moshfegh: Mein Jahr der Ruhe und Entspannung, Liebeskind Verlag, München 2018
- Ottessa Moshfegh: Eileen, Liebeskind Verlag, München 2017, ISBN 978-3-95438-081-7.
- Ottessa Moshfegh: McGlue. Liebeskind Verlag, München 2016
- Emily Perkins: Die Forrests. Berlin 2012
- The polaroid book. Köln [u. a.] 2005
- Kevin Reagan: Alex Steinweiss. Hong Kong [u. a.] 2009 (übersetzt unter dem Namen Anke Burger)
- Nina Sankovitch: Tolstoi und der lila Sessel. München 2012 (übersetzt zusammen mit Susanne Höbel)
- David Schickler: Fette Klunker. München 2005
- Joe Schreiber: Bye bye, crazy chick! Berlin 2011
- Danzy Senna: Schnee in Alabama. München 1999
- 70s cars. Köln [u. a.] 2006 (übersetzt unter dem Namen Anke Burger)
- Elaine Showalter: Hystorien. Berlin 1997
- 60s cars. Köln [u. a.] 2005 (übersetzt unter dem Namen Anke Burger)
- Darcey Steinke: Blondes Gift. München 1993
- Mike Stocks: Weißer Mann fällt. Zürich 2010
- Sarah Stone: Eine Liebe in Afrika. Frankfurt (Main) 2003
- Andy Summers: I’ll be watching you. Hongkong [u. a.] 2007 (übersetzt unter dem Namen Anke Burger)
- Surfing. Köln [u. a.] 2004
- Mario Testino: Rio de Janeiro. Hongkong [u. a.] 2009
- 1000 clowns more or less. Köln [u. a.] 2004
- Valentines. Köln [u. a.] 2005
- Vintage surfing. Hongkong [u. a.] 2009
- Lane von Herzen: Die Bäume am Rande meiner Straße. München 1996
- Mary Willis Walker: Lass die Toten ruhn. München 1998
- Mary Willis Walker: Raubtierfütterung. München 1994 (übersetzt unter dem Namen Anke Burger)
- Mary Willis Walker: Der rote Schrei. München 1996
- Mary Willis Walker: Unter des Käfers Keller. München 1996
- Tod Wodicka: Der amerikanische Ritter. Stuttgart 2009
- Shawn Wong: Mit und ohne Stäbchen. München 1998
- Helen Zahavi: Donna und der Fettsack. Zürich 2000

## Notizen
1. ↑  enthält überwiegend bereits anderweitig übersetzte Romanauszüge und Erzählungen von 13 klassischen Autoren Kanadas. Inhaltsverzeichnis bei Deutsche Nationalbibliothek für die Neuaufl. 2018. Die Auszüge stammen überwiegend aus Büchern, die jeweils auch vollständig im Unionsverlag erschienen sind; oder es handelt sich um Werke, die Burger selbst übersetzt hat (z. B. Elizabeth Hay, für den Schöffling Verlag.-Ferner: Sinclair Ross, Die Lampe am Mittag, stand zuerst in Kanadische Erzähler, Manesse 1967; Madeleine Ferron, Zuckerahorn, zuerst in Erkundungen. 26 kanadische Erzähler, 1986).

| Personendaten    | Personendaten                                     |
| ---------------- | ------------------------------------------------- |
| NAME             | Burger, Anke Caroline                             |
| ALTERNATIVNAMEN  | Burger, Anke                                      |
| KURZBESCHREIBUNG | deutsche Übersetzerin, Fotografin und Publizistin |
| GEBURTSDATUM     | 1964                                              |
| GEBURTSORT       | Darmstadt                                         |